# Волица (Славутский район)
Волица (укр. Волиця) — село в Славутском районе Хмельницкой области Украины.
Население по переписи 2001 года составляло 411 человек. Почтовый индекс — 30071. Телефонный код — 3842. Занимает площадь 1,85 км². Код КОАТУУ — 6823981601.

## История
В 1945 году Указом Президиума ВС УССР село Вулька переименовано в Волицу.

## Местный совет
30071, Хмельницкая обл., Славутский р-н, с. Волица